# Fallon Sherrocková
Fallon Sherrocková, MBE (* 2. července 1994, Milton Keynes) je anglická profesionální hráčka šipek. V tomto sportu je vicemistryní světa poté, co v roce 2015 došla do finále BDO Mistrovství světa v šipkách žen, kde ji porazila Lisa Ashtonová.
V roce 2019 se stala první ženou, která dokázala vyhrát zápas na PDC Mistrovství světa v šipkách. V prvním kole porazila Teda Evetta 3–2 a poté Mensura Suljoviće 3–1, nestačila až na Chrise Dobeyho, se kterým ve třetím kole prohrála 2–4. Díky této události získala přezdívku „Queen of the Palace“ podle současného místa konání turnaje v Alexandra Palace.

## Šipková kariéra
Sherrocková se narodila v Milton Keynes v Anglii. Šipky začala hrát v 17 letech, její matka Sue a otec Steve hráli rekreačně. Hrála za Bedford Darts Organisation a v roce 2011 reprezentovala juniory v divizi dívek na turnaji WDF Europe Cup Youth. V roce 2012 vyhrála Girls World Masters a Women's Jersey Open  a v roce 2013 Women's British Classic. Po složení maturitní zkoušky chtěla původně studovat forenzní vědy, jelikož od dětství snila o práci v tomto oboru. Dala ale přednost hraní šipek a přitom pracovala jako kadeřnice.
Na Mistrovství světa BDO se poprvé objevila v roce 2014, kdy se dostala do čtvrtfinále. O rok později už prošla až do finále. V semifinále porazila Dobromyslovovou 2–1 a vytvořila rekord turnaje, když v semifinále trefila pět 180. Ve finále prohrála 1–3 s Lisou Ashtonovou, a to i přesto, že ve svém prvním finále na turnaji trefila šestkrát maximum.
17. prosince 2019 se Sherrocková stala první ženou, která dokázala porazit muže na mistrovství světa PDC, když v prvním kole porazila Teda Evetta 3–2. Následně ve druhém kole porazila 3–1 11. nasazeného Mensura Suljoviće, nestačila až na 22. nasazeného Chrisee Dobeyho, se kterým prohrála 2–4. 31. prosince 2019 se odhlásila z Mistrovství světa žen 2020 BDO kvůli „neočekávaným změnám“ v tomto turnaji.
V roce 2020 se Sherrocková pokusila získat profesionální kartu na PDC Q School, což se jí ale nepodařilo. V únoru 2020 ale vyhrála jednu z kvalifikací na UK Open a zajistila si tak debut na tomto turnaji. Hned v prvním kole byl ale nad její síly Kyle McKinstry, který vyhrál 6–1. 13. února se zúčastnila jednoho kola Premier League, kde remizovala 6–6 proti Glenu Durrantovi .

### 2021
V září 2021 se Sherrocková dostala do finále Nordic Darts Masters. Světová jednička Gerwyn Price čtvrtfinálový zápas vzdal kvůli zraněnému loktu, v semifinále proti ní ale stála světová pětka Dimitri Van den Bergh. S ním prohrávala už 3–9, zápas ale dokázala otočit a vyhrát 11–10. Ve finále prohrála s Michaelem van Gerwenem 7–11, i když vedla 6–3. Sherrocková se tak stala první a zatím jedinou ženou v historii PDC, která se dostala do finále televizního turnaje.
Týden po Nordic Masters se Sherrocková zúčastnila PDC Women's Series. V rámci série se během dvou týdnů odehrálo 12 turnajů, polovinu ovládla Fallon Sherrocková. Díky tomu se stala nejúspěšnější hráčkou série a kvalifikovala se tak na Grand Slam of Darts a PDC Mistrovství světa v šipkách.
Na Grand Slamu v listopadu 2021 byla zařazena do skupiny E. Nejprve prohrála s Peterem Wrightem 1–5, ve druhém zápasu ale deklasovala Mikea De Deckera 5–0 a ve třetím klání proti ní stál Gabriel Clemens, kterého musela porazit o dva legy, aby postoupila ze skupiny. Clemens vyhrával 3–1, Sherrocková ale získala další leg a poté dokázala vysokým zavřením 141 skóre srovnat, načež hladce udržela podání a v posledním legu zavřela 170 a vyhrála 5–3. V osmifinále hrála s Mensurem Suljovićem, kterého porazila 10–5, a ve čtvrtfinále si zopakovala zápas s Peterem Wrightem, který prohrála 13–16.

### 2022
Na mistrovství světa byl v prvním kole jejím soupeřem Steve Beaton, se kterým prohrála 2–3 na sety.
V červenci 2022 vyhrála první ročník turnaje Women's World Matchplay. Díky tomu se kvalifikovala na Grand Slam of Darts, kde ale neprošla přes skupinovou fázi, když ji porazili Peter Wright, Nathan Aspinall i Alan Soutar.

### 2023
Sherrocková se nekvalifikovala na mistrovství světa, jelikož v PDC Women's Series skončila až na třetím místě. PDC ale nakonec rozhodla, že se turnaje může zúčastnit díky vítězství na Women's World Matchplay 2022, tento krok byl ale mnohými kritizován, jelikož organizace přistoupila k úpravě pravidel v průběhu sezóny. Na turnaji Sherrocková v prvním kole narazila na Rickyho Evanse. První set dokázala vyhrát, zápas ale nakonec prohrála poměrem 1–3.
V březnu porazila na jednom z turnajů PDC Pro Tour v Hildesheimu Marco Verhofstada 5–3. Během zápasu zavřela leg 9 šipkami a stala se tak první ženou v historii PDC, které se to podařilo. 25. srpna 2023 vytvořila další rekord, když na turnaji Modus Super Series jako první žena v historii zavřela leg 9 šipkami v televizním turnaji.

### 2024
Na mistrovství světa byl jejím soupeřem v prvním kole Jermaine Wattimena, se kterým ale prohrála 1–3. 21. července 2024 ji ve finále Women's World Matchplay porazila Beau Greavesová. V žebříčku PDC Women's Series Order of Merit skončila na 3. místě a zajistila si tak postup na mistrovství světa.

### 2025
Na mistrovství světa byl jejím soupeřem v prvním kole Ryan Meikle, se kterým ale prohrála 2–3.

## Osobní život
Sherrocková má syna Roryho, který se narodil v roce 2014. Její dvojče Felicia také hraje šipky, společně v roce 2011 reprezentovali Anglii na turnaji WDF Europe Cup Youth. V roce 2017 měla Sherrocková zdravotní problémy s ledvinami. To způsobilo opuchnutí jejího obličeje, kvůli čemuž musela čelit online nadávkám. Od té doby nepije alkohol a musí dodržovat pitný režim. Jejím přítelem je šipkař Cameron Menzies.
V roce 2023 získala Řád britského impéria za přínos pro šipky.

## Výsledky na mistrovství světa

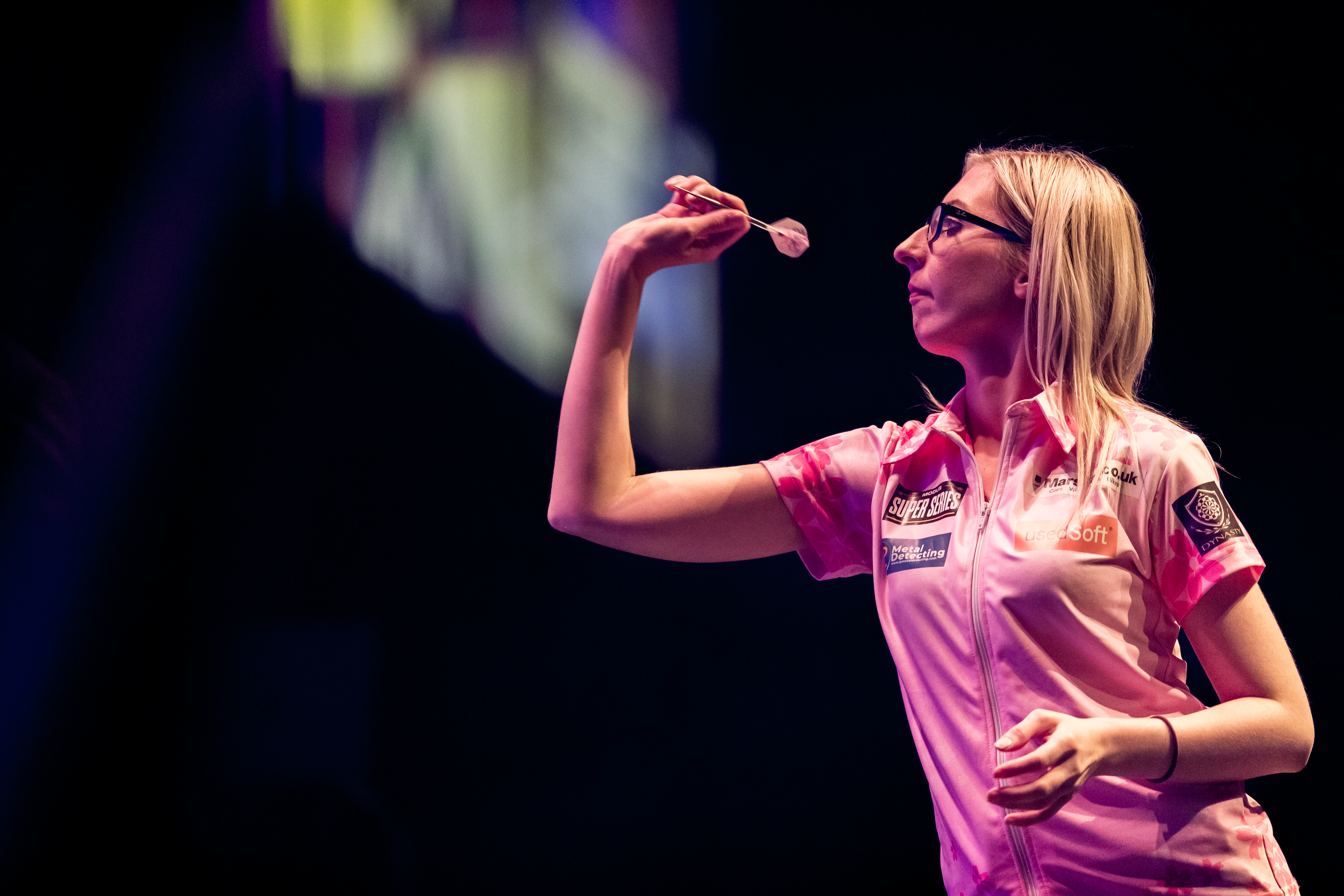
Sherrocková v Mannheimu v roce 2022

### BDO
- 2014: Čtvrtfinále (porazila ji Anastasia Dobromyslovová 1–2)
- 2015: Druhé místo (porazila ji Lisa Ashtonová 1–3)
- 2016: První kolo (porazila ji Ann-Louise Petersová 1–2)
- 2017: Čtvrtfinále (porazila ji Lisa Ashtonová 0–2)
- 2018: Čtvrtfinále (porazila ji Lisa Ashtonová 0–2)
- 2019: Čtvrtfinále (porazila ji Maria O'Brienová 0–2)

### PDC
- 2020: Třetí kolo (porazil ji Chris Dobey 2–4)
- 2022: První kolo (porazil ji Steve Beaton 2–3)
- 2023: První kolo (porazil ji Ricky Evans 1–3)
- 2024: První kolo (porazil ji Jermaine Wattimena 1–3)
- 2025: První kolo (porazil ji Ryan Meikle 2–3)

## Finálové zápasy

### Major turnaje WDF / BDO: 5 (2 tituly)
| Legenda                    |
| -------------------------- |
| Mistrovství světa (0–1)    |
| World Masters (0–1)        |
| World Trophy (1–0)         |
| Finder Darts Masters (1–1) |

| Výsledek  | No. | Rok  | Turnaj                      | Soupeř                   | Skóre   |
| --------- | --- | ---- | --------------------------- | ------------------------ | ------- |
| Finalista | 1.  | 2014 | Winmau World Masters        | Anastasia Dobromyslovová | 1–4 (l) |
| Finalista | 2.  | 2015 | Mistrovství světa v šipkách | Lisa Ashtonová           | 1–3 (s) |
| Vítěz     | 3.  | 2015 | Finder Darts Masters        | Anastasia Dobromyslovová | 2–1 (s) |
| Vítěz     | 4.  | 2018 | BDO World Trophy            | Lorraine Winstanleyová   | 6–3 (l) |
| Finalista | 5.  | 2018 | Finder Darts Masters        | Lisa Ashtonová           | 1–2 (s) |

### Světová série PDC: 1
| Legenda                     |
| --------------------------- |
| World Series of Darts (0–1) |

| Výsledek  | No. | Rok  | Turnaj               | Soupeř             | Skóre    |
| --------- | --- | ---- | -------------------- | ------------------ | -------- |
| Finalista | 1.  | 2021 | Nordic Darts Masters | Michael van Gerwen | 7–11 (l) |

## Výsledky na turnajích
| Turnaj                                 | 2013               | 2014               | 2015               | 2016               | 2017               | 2018               | 2019               | 2020               | 2021               | 2022               | 2023               | 2024               | 2025            |
| -------------------------------------- | ------------------ | ------------------ | ------------------ | ------------------ | ------------------ | ------------------ | ------------------ | ------------------ | ------------------ | ------------------ | ------------------ | ------------------ | --------------- |
| Hodnocené televizní turnaje PDC        |                    |                    |                    |                    |                    |                    |                    |                    |                    |                    |                    |                    |                 |
| Mistrovství světa                      | BDO                | BDO                | BDO                | BDO                | BDO                | BDO                | DNQ                | 3R                 | DNQ                | 1R                 | 1R                 | 1R                 | 1R              |
| UK Open                                | Nekvalifikovala se | Nekvalifikovala se | Nekvalifikovala se | Nekvalifikovala se | Nekvalifikovala se | Nekvalifikovala se | Nekvalifikovala se | 1R                 | Nekvalifikovala se | Nekvalifikovala se | Nekvalifikovala se | Nekvalifikovala se |                 |
| Grand Slam of Darts                    | Nekvalifikovala se | Nekvalifikovala se | Nekvalifikovala se | Nekvalifikovala se | Nekvalifikovala se | Nekvalifikovala se | Nekvalifikovala se | Nekvalifikovala se | QF                 | RR                 | RR                 | DNQ                |                 |
| Nehodnocené televizní turnaje PDC      |                    |                    |                    |                    |                    |                    |                    |                    |                    |                    |                    |                    |                 |
| World Series of Darts Finals           | NH                 | NH                 | Nekvalifikovala se | Nekvalifikovala se | Nekvalifikovala se | Nekvalifikovala se | Nekvalifikovala se | 1R                 | 2R                 | 1R                 | DNQ                | DNQ                |                 |
| Televizní turnaje PDC (ženy)           |                    |                    |                    |                    |                    |                    |                    |                    |                    |                    |                    |                    |                 |
| Women's World Matchplay                | Nekonalo se        | Nekonalo se        | Nekonalo se        | Nekonalo se        | Nekonalo se        | Nekonalo se        | Nekonalo se        | Nekonalo se        | Nekonalo se        | W                  | QF                 | F                  |                 |
| Hodnocené televizní turnaje BDO (ženy) |                    |                    |                    |                    |                    |                    |                    |                    |                    |                    |                    |                    |                 |
| Mistrovství světa                      | DNQ                | QF                 | F                  | 1R                 | QF                 | QF                 | QF                 | DNP                | Nekonalo se        | Nekonalo se        | Nekonalo se        | Nekonalo se        | Nekonalo se     |
| BDO World Trophy                       | NH                 | SF                 | SF                 | 1R                 | 1R                 | W                  | 1R                 | Nekonalo se        | Nekonalo se        | Nekonalo se        | Nekonalo se        | Nekonalo se        | Nekonalo se     |
| Winmau World Masters                   | SF                 | F                  | SF                 | 2R                 | 5R                 | 4R                 | 3R                 | Nekonalo se        | Nekonalo se        | Nezúčastnila se    | Nezúčastnila se    | Nezúčastnila se    | Nezúčastnila se |
| Finder Darts Masters                   | DNP                | RR                 | W                  | RR                 | DNP                | F                  | Nekonalo se        | Nekonalo se        | Nekonalo se        | Nekonalo se        | Nekonalo se        | Nekonalo se        | Nekonalo se     |

| Legenda | Legenda | Legenda | Legenda        | Legenda | Legenda           | Legenda | Legenda     | Legenda | Legenda   |
| ------- | ------- | ------- | -------------- | ------- | ----------------- | ------- | ----------- | ------- | --------- |
| #R      | kolo    | QF      | čtvrtfinále    | SF      | semifinále        | F       | finalista   | W       | vítěz     |
| RR      | skupina | DNP     | nezúčastnil se | DNQ     | nekvalifikoval se | NH      | nekonalo se | WD      | odstoupil |

## Zakončení devíti šipkami
Seznam zakončení legů devítkou, tedy nejnižším možným množstvím šipek.
| Datum           | Soupeř           | Turnaj             | Způsob                          |
| --------------- | ---------------- | ------------------ | ------------------------------- |
| 18. března 2023 | Marco Verhofstad | Challenge Tour 9   | 3 × T20; 3 × T20; T20, T19, D12 |
| 25. srpna 2023  | Adam Lipscombe   | MODUS Super Series | 3 × T20; 3 × T20; T20, T19, D12 |